# Sovietski Sport
Sovietski Sport (en russe : Советский спорт ; en français : Sports soviétiques) est un quotidien sportif national russe (anciennement soviétique) fondé en 1924. Jusqu'en 1946, il s'appelait Krasny sport (en russe : Красный спорт ; en français : Sports rouges). Il fut l'un des journaux les plus diffusés en URSS.

## Histoire

Annonce du match de la finale de la Coupe d’URSS 1936 entre le Lokomotiv Moscou et le Dinamo Tbilissi.

Fondé le 20 juillet 1924 à Moscou, Sovietski Sport était le premier journal sportif de l'URSS, un organe officiel du Comité d'État de l'URSS pour la culture physique et des sports et du Conseil central des syndicats (en). L'un des plus importants journaux soviétiques, en 1975, Sovietski Sport a été distribué dans 104 pays et avait un tirage de 3 900 000 exemplaires (qui est passé à plus de 5 000 000 en 1988). Au prix nominal de trois kopeks, il était accessible à tous les habitants du pays.

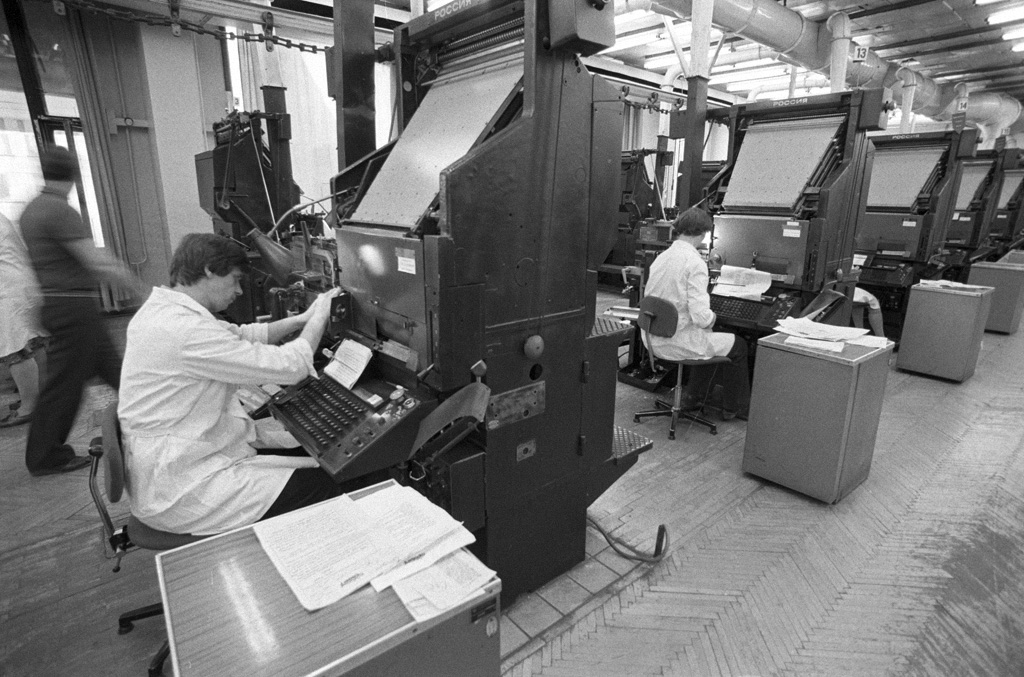
L'imprimerie du journal Sovietski Sport en 1985.

Sovietski Sport a assuré une couverture quotidienne des principales compétitions en URSS et à l'étranger, des activités des fédérations sportives nationales et internationales. Il publiait aussi des interviews d'athlètes, d'entraîneurs et d'autres sportifs, et faisait la promotion d'un mode de vie sain. Toutefois, les publications du journal ne se cantonnaient pas qu'au sport, Sovietski Sport ayant notamment été le premier journal à publier un poème d'Evgueni Evtouchenko en 1949. Le quotidien a également organisé des tournois traditionnels nationaux et internationaux de hockey sur glace, d'athlétisme, de volley-ball, de natation, de ski et autres. Le journal a reçu l'ordre du Drapeau rouge du Travail en 1974.
Après l'éclatement de l'URSS, le tirage du journal est tombé à 122 900 exemplaires quotidiens (en 2006). L'une des principales raisons de ce déclin est le quotidien Sport-Express, qui a été lancé en 1991, mais dont le tirage n'est pas non plus aussi important : environ 650 000 exemplaires quotidiens. Sovietski Sport est actuellement publié par le Comité olympique russe et la maison d'édition Soviet Sports. Depuis 2001, il est imprimé en couleur.

## Journalistes notables
- Iouri Vaniat (en) (1913 - 1992)
- Aron Itine (1er rédacteur en chef de Krasny sport : abattu en 1938)[2]
- Semion Belitz-Geiman (en) (né en 1945)
- Vladimir Koutchmi (en) (1948 - 2009)
- Elena Vaytsekhovskaya (née en 1958)
- Vitali Slavine (né en 1960)
- Vassili Outkine (né en 1974)
- Alexeï Andronov (ru) (né en 1975)
- Sofia Tartakova (en) (née en 1989)